# 徳島工業短期大学の人物一覧
徳島工業短期大学の人物一覧は、徳島工業短期大学に関係のある人物一覧記事。

## 歴代理事長
| 代   | 氏名       | 就任年 | 退任年 |
| ---- | ---------- | ------ | ------ |
| 初代 | 近藤安次郎 | 1943年 | 1990年 |
| 2    | 近藤吉克   | 1990年 | 2009年 |
| 3    | 近藤孝造   | 2009年 | 2022年 |
| 4    | 和田博文   | 2022年 | 現在   |

## 著名人

### 教職員
元職員も含む。
- 伊東勝之 - 工学者
- 近藤康夫 - 新居浜工業高等専門学校名誉教授
- 佐藤員暢 - 愛媛大学客員教授
- 多田修 - 徳島大学名誉教授
- 多田博夫 - 工学者 - 阿南工業高等専門学校名誉教授
- 濱田實 - 大阪大学名誉教授、阿南工業高等専門学校名誉教授、日本機械学会名誉会員、勲二等瑞宝章受章
- 宮城勢治 - 阿南工業高等専門学校名誉教授
- 宮本俊助 - 阿南工業高等専門学校名誉教授
- 山本哲彦 - 琉球大学名誉教授